# Idaea indecorata
Idaea indecorata là một loài bướm đêm trong họ Geometridae.